# 林小宅
林小宅（1995年9月23日—），本名林晓婷，中国网络红人，是一名时尚博主兼歌手和演員，生於广东普宁，现居住于珠海。

## 早年經曆
林小宅出生於中国广东省普宁市，因在社交網上分享生活日常，漸漸獲得粉絲和關註度，2014年創辦網店“向日宅物”，2016年成為“網紅封神榜”候選人，2017年出版圖文隨筆集《我和时光在一起》，2018年在中國網紅排行榜上榜，排名27位。

## 演藝經歷
2020年1月，参加愛奇藝女團節目《青春有你2》，止步35名，同年6月，擔任第一届“倍儿有面”美容大賞聯合發起人，同月25日，與交往七年的男友“肚子”和平分手。
同年7月12日晚被曝出新恋情，男友名叫梁继远，两人通过综艺节目《超新星全运会》相识而后开始交往，但由於被懷疑出軌，在同月13日凌晨宣佈分手。

## 音乐作品

### 個人單曲
| 發行日期       | 歌曲名稱           | 歌曲資料                                                                                             | 備註 |
| 2020年12月27日 | 《午時風》         | - 作詞：於翔北 - 作曲：王欣宇                                                                        |      |
| 2022年5月20日  | 《Like It or Not》 | - 填詞：Diamond張卓/沈夏昕/Seung Soo Kim - 谱曲：Seung Soo Kim/沈夏昕 - 编曲：Seung Soo Kim/SOLEHAZE |      |
| 2024年2月24日  | 《BooBooLo》       | |      |

### 合作单曲
| 發行日期      | 歌曲名稱                 | 歌曲資料                                                                  | 備註             |
| 2020年9月28日 | 《Time2wake-up》         | - 作詞：陳亦菲、密妞Miko、草魚BoogieFish - 作曲：陳亦菲、葉澍暉、密妞Miko | 與草魚合作演唱   |
| 2020年10月4日 | 《太喜歡的人盡量少見面》 | - 作詞：王欣宇 - 作曲：王欣宇                                             | 與王欣宇合作演唱 |

### 影視綜藝单曲
| 發行日期      | 歌曲名稱   | 歌曲資料                                    | 備註                         |
| 2023年8月4日  | 《白日夢》 | - 作詞：王欣宇/李函露 - 作曲：王欣宇/李函露 | 網絡劇月光下的戀愛法則片頭曲 |
| 2024年1月16日 | 《藏藥》   | - 作詞：巒無眠 - 作曲：辛雯                 | 網絡劇藏藥令主題曲           |

### 青春有你2时期
| 發行日期      | 歌曲資料 | 備註     |
| 2020年3月21日 | 《都是你的》 - 歌曲說明：初等級舞台 - 原唱:漁靜兒 - 合作演唱者：傅如喬                                                                                          | 第四期   |
| 2020年3月28日 | 《Bad Guy》 - 歌曲說明：第一次公演（位置測評考核） - 原唱者：Billie Eilish - 合作演唱者：劉令姿、許楊玉琢、鄭玉歆、熊鈺清、王心茗、徐百儀                       | 第六期   |
| 2020年4月5日  | 《YES！OK！》 - 歌曲說明：節目官方主題曲 - 原創歌曲 - 合作演唱者：全體訓練生                                                                                    | 第八期   |
| 2020年4月16日 | 《我怎麼這麼好看》 - 歌曲說明：第二次公演（小組对决考核） - 原唱者：大張偉 - 合作演唱者：虞書欣、孔雪兒、馮若航、陳品瑄                                         | 第十一期 |
| 2020年4月25日 | 《R&B All Night》 - 歌曲说明：練習室小考 - 原唱者：KnowKnow／Higher Brothers - 合作演唱者：金子涵、喻言、蔡卓宜、莫寒                                           | 第十四期 |
| 2020年5月7日  | 《敲敲》 - 歌曲說明：第三次公演（主題考核） - 原創歌曲 - 合作演唱者：林凡、張楚寒、莫寒、朱林雨、傅如喬、蔡卓宜                                                 | 第十七期 |
| 2020年5月9日  | 《It's OK》 - 歌曲說明：導師合作舞台公演 - 原唱者：偶像練習生 - 合作演唱者：上官喜愛、戴燕妮、宋昕冉、朱林雨、張語格、左卓 - 合作師兄團：朱正廷、王琳凱、王子異 | 第十八期 |

## 影視作品

### 電影
| 上映年份 | 日期   | 電影名稱         | 角色 | 備註 |
| 2022年   | 2月1日 | 《極地追擊》     | 小宅 |      |
| 未上映   |        | 《戀愛吧稻草人》 | 阿青 |      |

### 電視劇
| 首播年份 | 劇名                 | 角色      | 備註         |
| 2022     | 《惹不起的公主殿下》 | 楚月璃    | 網絡短剧     |
| 2022     | 《東八區的先生們》   | VIKI      |              |
| 2022     | 《芳心荡漾》         | 袁梦      | 網絡剧       |
| 2023     | 《月光下的恋爱法则》 | 上亚月    | 網絡短剧     |
| 2023     | 《明日来讯》         | 简然      | 網絡短剧     |
| 2024     | 《藏药令》           | 小蓝/蓝贞 | 網絡短剧     |
| 2024     | 《你是我的人间至味》 | 林阿查    | 網絡短剧     |
| 2024     | 《结婚才可以》       | 林雪浓    | 網絡短剧     |
| 2024     | 《大梦归离》         | 龙鱼公主  | 網絡剧       |
| 2024     | 《上心》             | 洛        | 網絡短剧     |
| 2024     | 《一伞烟雨》         | 玄虚娇娘  | 網絡剧       |
| 2025     | 《盛世天下》         | 高扬      | 網絡互动短剧 |
| 待播     | 《铜雀阁》           | 宋诗蕊    |              |
| 待播     | 《逃婚世子小神医》   | 季白      |              |
| 待播     | 《无可替代》         |           |              |

### 固定綜藝
| 年份   | 日期                  | 頻道     | 節目名稱              | 備註     |
| 2020年 | 3月12日－6月6日       | 愛奇藝   | 《青春有你第二季》    | 參賽者   |
| 2020年 | 7月16日－8月6日       | 騰訊視頻 | 《超新星運動會》      | 運動員   |
| 2020年 | 7月11日－9月26日      | 芒果TV   | 《運動吧少年》        | 運動助理 |
| 2020年 | 11月6日－2021年1月8日 | 優酷     | 《奮鬥吧！主播》      | 見習主播 |
| 2021年 | 8月14日–11月6日       | 雲南衛視 | 《雲享旅拍 此刻如詩》 | 旅拍客   |
| 2023年 | 11月11日              | 芒果TV   | 《飛馳吧！少年2》     |          |
| 2024年 | 8月13日               | 騰訊視頻 | 《超新星運動會5》     | 運動員   |

### 嘉賓出演
| 日期                   | 頻道     | 節目名稱               | 備註         |
| 2020年10月15、16日     | 愛奇藝   | 《非日常派對》         | 嘉賓         |
| 2020年12月13–27日      | 安徽衛視 | 《蜜食記第六季》       | 嘉賓         |
| 2021年3月20日－4月17日 | 北京衛視 | 《跨界喜劇王第五季》   | 跨界表演嘉賓 |
| 2021年7月26日–8月2日   | 騰訊視頻 | 《鄰家詩話第三季》     | 嘉賓         |
| 2022年7月23日          | 北京衛視 | 《書畫裡的中國第二季》 | 嘉賓         |
| 2023年8月22日          | 优酷     | 《美丽源计划》         | 嘉賓         |
| 2023年10月30日         | Bilibili | 《潮电灵感社》         | 灵感买手     |

## 图书作品
| 日期          | 名稱               | 作者   | ISBN          |
| 2017年11月7日 | 《我和時光在一起》 | 林小宅 | 9787514219425 |

## 公開活動

### 演唱會
| 年份 | 日期 | 地點 | 演唱會名稱 | 演唱曲目 | 備註 |
|      |      |      |            |          |      |

### 粉絲見面會、宣傳、發布會
| 年份   | 日期    | 地點 | 主題           | 備註 |
| 2022年 | 1月16日 | 北京 | 極地追擊首映禮 |      |

### 時尚盛典/頒獎典禮
| 年份   | 日期     | 播放平台 | 主題                  | 備註 |
| 2019年 | 8月23日  |          | NYLON尼龙兩週年       |      |
| 2019年 | 12月9日  | 微博     | Madame Figaro風尚盛典 |      |
| 2020年 | 12月2日  | 騰訊視頻 | COSMO時尚盛典         |      |
| 2020年 | 12月3日  | 微博     | Madame Figaro美妝盛典 |      |
| 2021年 | 3月25日  | 微博     | Madame Figaro風尚盛典 |      |
| 2021年 | 7月9日   | 優酷     | Wonderland 風格之夜   |      |
| 2021年 | 12月28日 | 微博     | 2021鳳凰網時尚之選    |      |
| 2022年 | 11月6日  | 抖音     | 了不起的美·錦繡之夜   |      |
| 2023年 | 2月25日  | 搜狐視頻 | 2022搜狐時尚盛典      |      |
| 2023年 | 4月26日  | 微博     | Madame Figaro風尚盛典 |      |
| 2023年 | 12月22日 | 搜狐視頻 | 2023搜狐時尚盛典      |      |
| 2024年 | 10月27日 |          | 文榮獎頒獎典禮        |      |
| 2024年 | 11月26日 |          | 風尚美妝藝術盛典      |      |
| 2024年 | 11月30日 |          | 瑞麗伊人風尚年度慶典  |      |
| 2024年 | 12月22日 | 搜狐視頻 | 2024搜狐時尚盛典      |      |

### 晚會
| 年份   | 日期     | 播放平台 | 主題             | 備註 |
| 2020年 | 11月10日 | 優酷     | 天貓雙十一狂歡夜 |      |
| 2024年 | 5月18日  | 酷狗音樂 | 野生打歌舞台     |      |